# Вайер (Пфальц)
Вайер (нем. Weyher in der Pfalz) — община в Германии, в земле Рейнланд-Пфальц.
Входит в состав района Южный Вайнштрассе. Подчиняется управлению Эденкобен. Население составляет 482 человека (на 31 декабря 2010 года). Занимает площадь 5,16 км².